# Opius forticornis
Opius forticornis är en stekelart som beskrevs av Cameron 1905. Opius forticornis ingår i släktet Opius och familjen bracksteklar. Inga underarter finns listade i Catalogue of Life.